# Sobienie-Jeziory
Sobienie-Jeziory ist ein Dorf sowie Sitz der gleichnamigen Landgemeinde im Powiat Otwocki der Woiwodschaft Masowien, Polen.

## Gemeinde
Zur Landgemeinde Sobienie-Jeziory gehören folgende 25 Ortschaften mit einem Schulzenamt:
Dziecinów
Gusin
Karczunek
Nowy Zambrzyków
Piwonin
Przydawki
Radwanków Królewski
Radwanków Szlachecki
Sewerynów
Siedzów
Sobienie Biskupie
Sobienie Kiełczewskie Drugie
Sobienie Kiełczewskie Pierwsze
Sobienie Szlacheckie
Sobienie-Jeziory
Stary Zambrzyków
Szymanowice Duże
Szymanowice Małe
Śniadków Dolny
Śniadków Górny
Śniadków Górny A
Warszawice
Warszówka
Wysoczyn
Zuzanów

## Verkehr
Am nördlichen Rand der Gemeinde liegt der ehemalige Haltepunkt Warszówka der Bahnstrecke Skierniewice–Łuków.

## Persönlichkeit
- Adela Dankowska (* 1935), Segelfliegerin, Fluglehrerin und Abgeordnete; geboren in Sobienie-Jeziory.